# Gewoon kribbenmos
Gewoon kribbenmos (Cinclidotus fontinaloides) is een mossoort uit de kleimosfamilie (Pottiaceae).

## Determinatie
Gewoon kribbenmos vormt losse, donkergroene tot zwartgroene gazons. De planten worden ongeveer 10 centimeter hoog en hebben talloze korte zijtakken. De zachte bladeren zijn ovaal-lancetvormig, het breedst in of onder het midden, tot 5 mm lang en 1,5 mm breed, rechtopstaand als ze vochtig zijn en vaak licht eenzijdig, gebogen als ze droog zijn. De bladnerf neemt in het midden van het blad ongeveer een tiende van de bladbreedte in beslag, loopt door tot aan de bladtop of loopt kort uit. De bladrand is sterk uitpuilend en tot zes cellen dik. De rondachtig vierkante, gladde of papillaire bladcellen zijn 8–12 µm groot, ook kort rechthoekig aan de bladbasis.
De mossoort is tweehuizig. Sporofyten wordt vaak gevormd, ze bevinden zich op de korte zijscheuten. De seta is ongeveer 1 mm lang, de sporenkapsels zijn verzonken in de bladeren. Het deksel van de kapsel is puntig en licht gebogen. De eenvoudige peristoom bestaat uit lange tanden, die zijn verdeeld in twee of drie draadvormige delen, vaak op een roosterachtige manier onderaan verbonden.
De zittende kapsels vormen een goed onderscheid met de andere soorten uit het geslacht kribbenmos.

## Ecologie
Gewoon kribbenmos houdt van kalk en groeit in rivieren op rotsen, boomwortels, boomvoeten of hout op lichte tot licht schaduwrijke, meestal slechts kort overstroomde en slechts matig overstroomde plaatsen.

### Syntaxonomie
In de syntaxonomie staat gewoon kribbenmos te boek als kensoort voor de kribbenmos-associatie (Cinclidotetum).

## Verspreiding
In Europa komt gewoon kribbenmos voornamelijk voor in Zuid- en Centraal-Europa, noord- tot Zuid-Scandinavië en wordt verspreid van de vlakte naar bergachtige gebieden rond 1200 m boven zeeniveau. Er zijn andere waarnemingen bekend uit Azië, Noord-Afrika en Noord-Amerika.
In Nederland is gewoon kribbenmos vrij zeldzaam. Het is vrij algemeen in het rivierengebied in Midden-Nederland.

## Fotogalerij

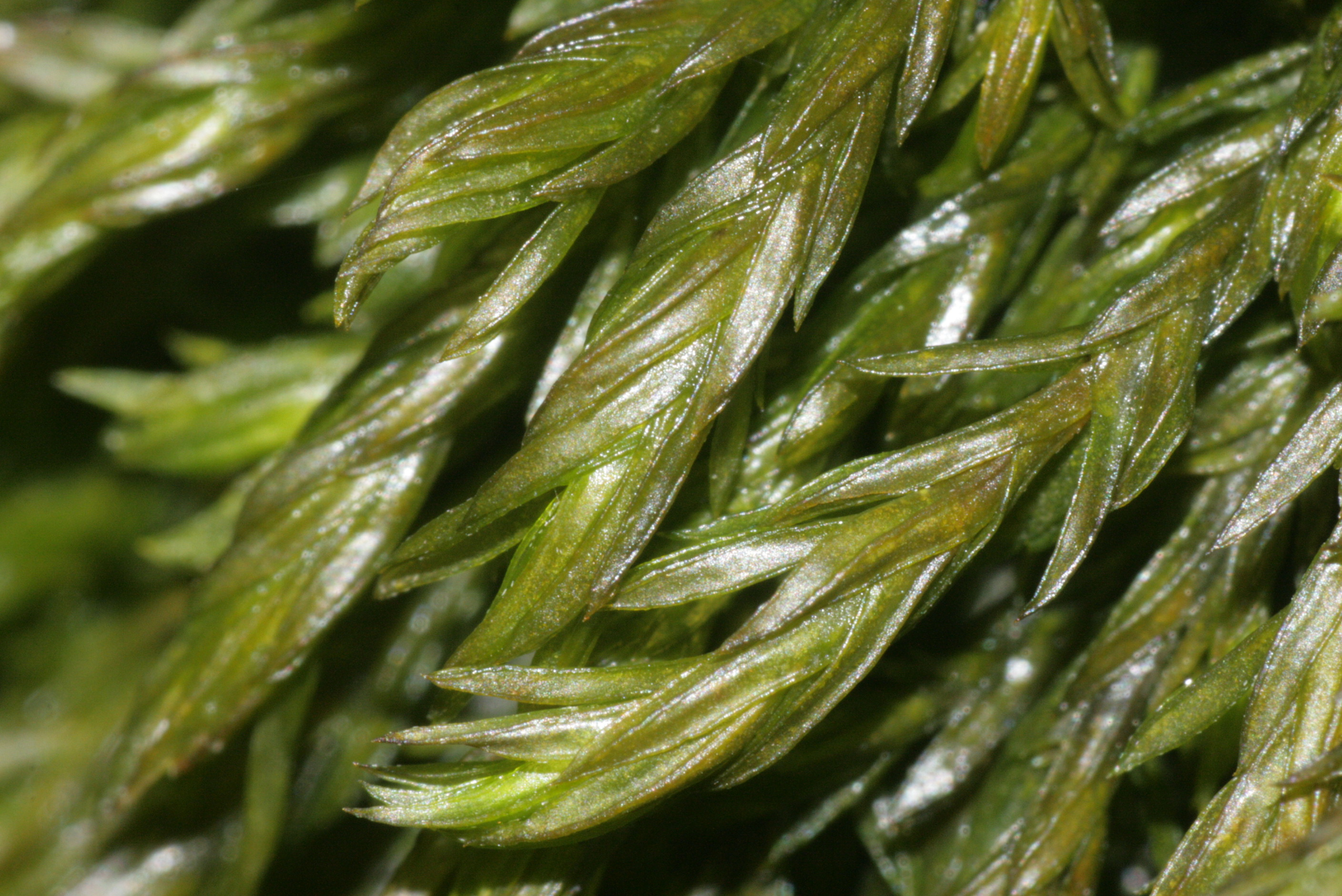
Bladeren
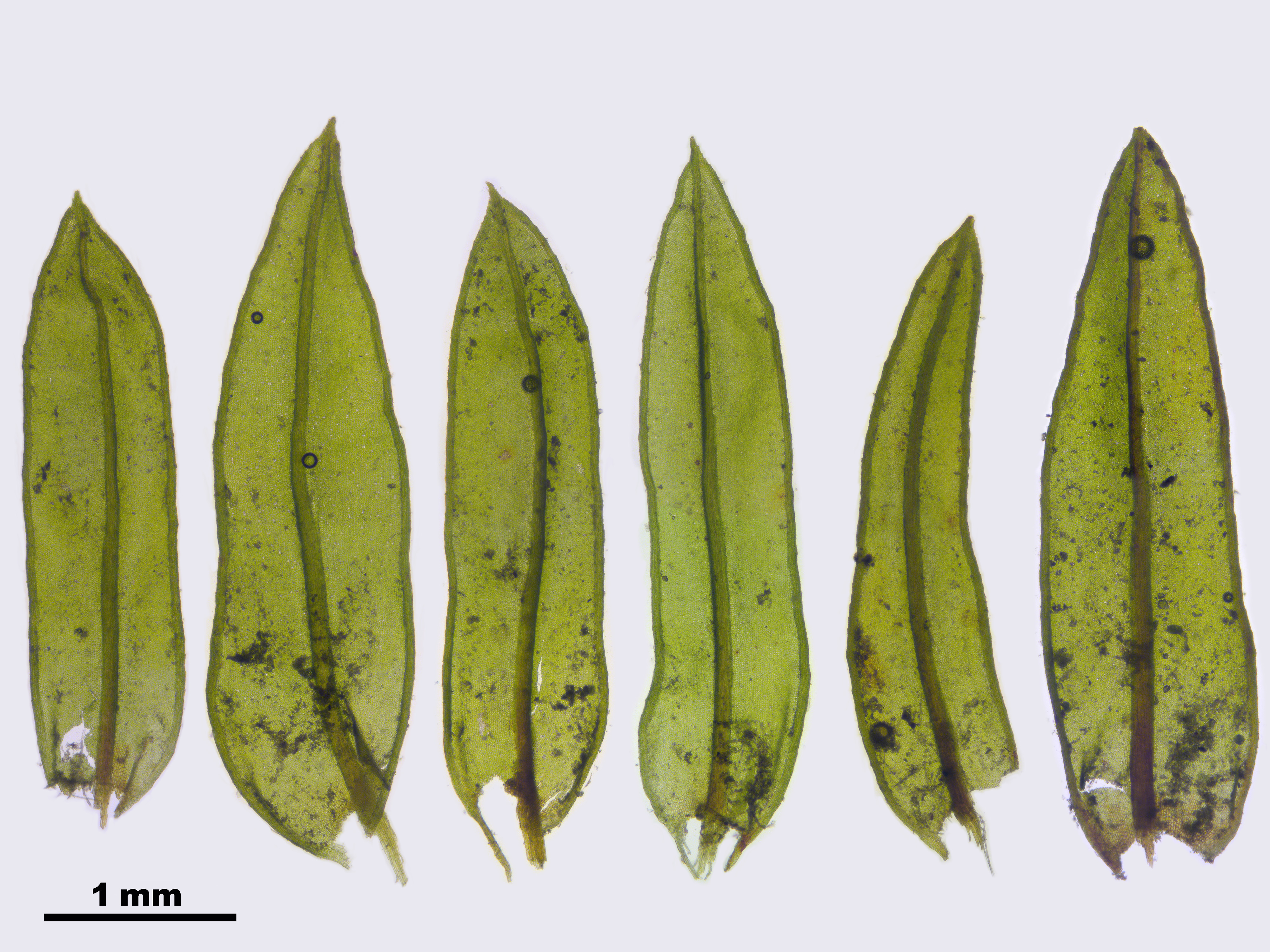
Bladeren
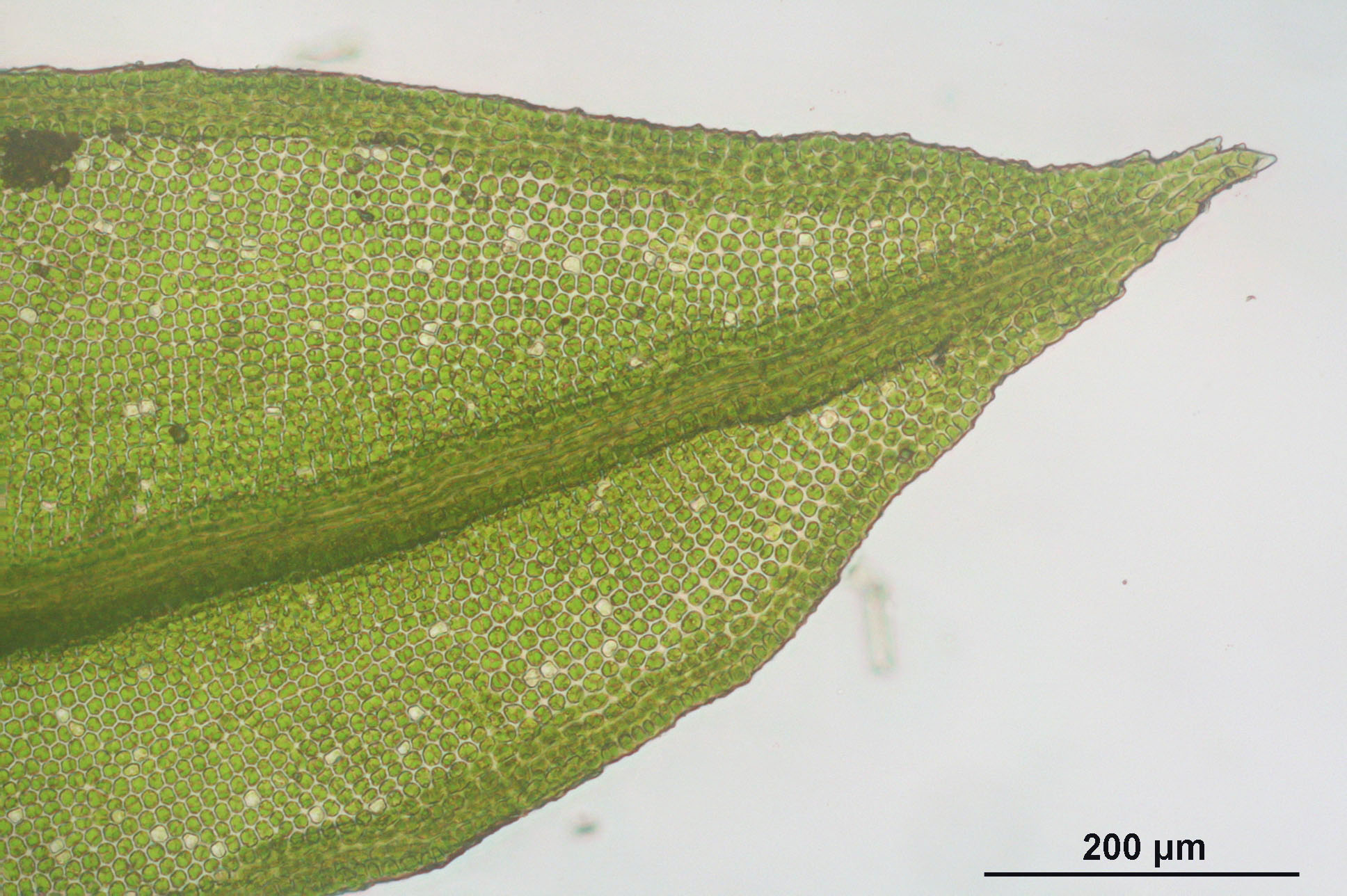
Bladtop
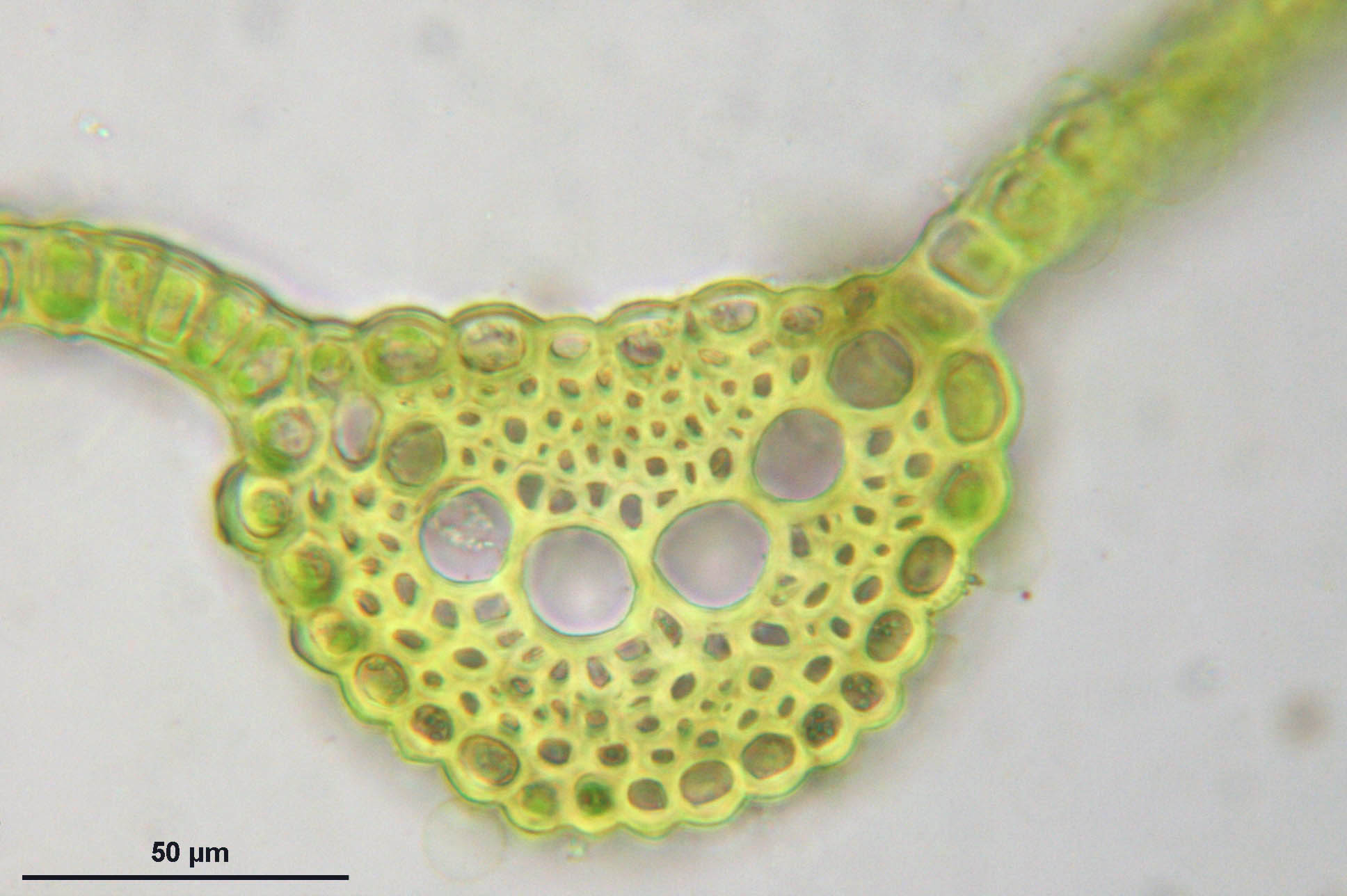
Bladnerf
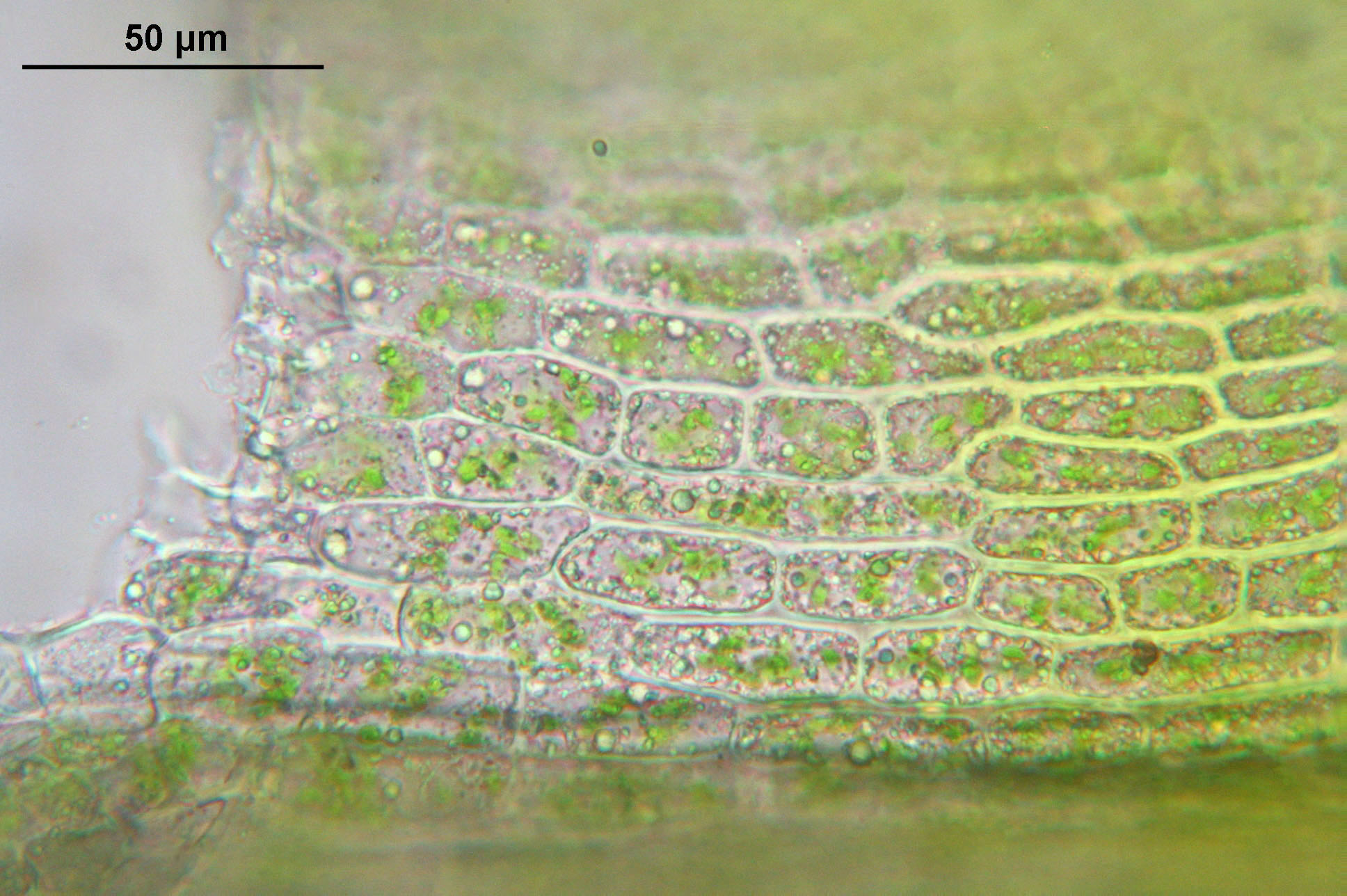
Bladvoet
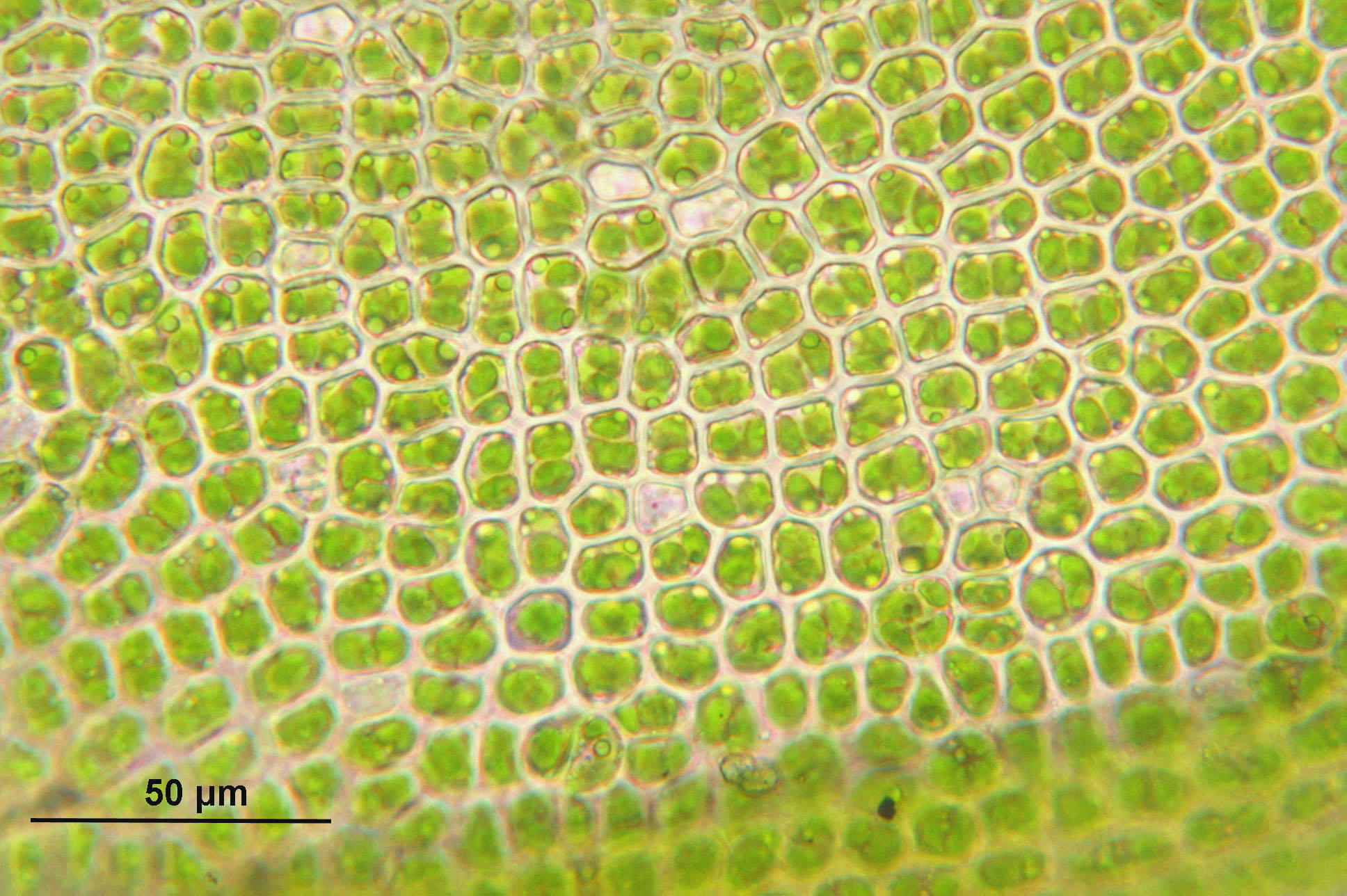
Bladmidden
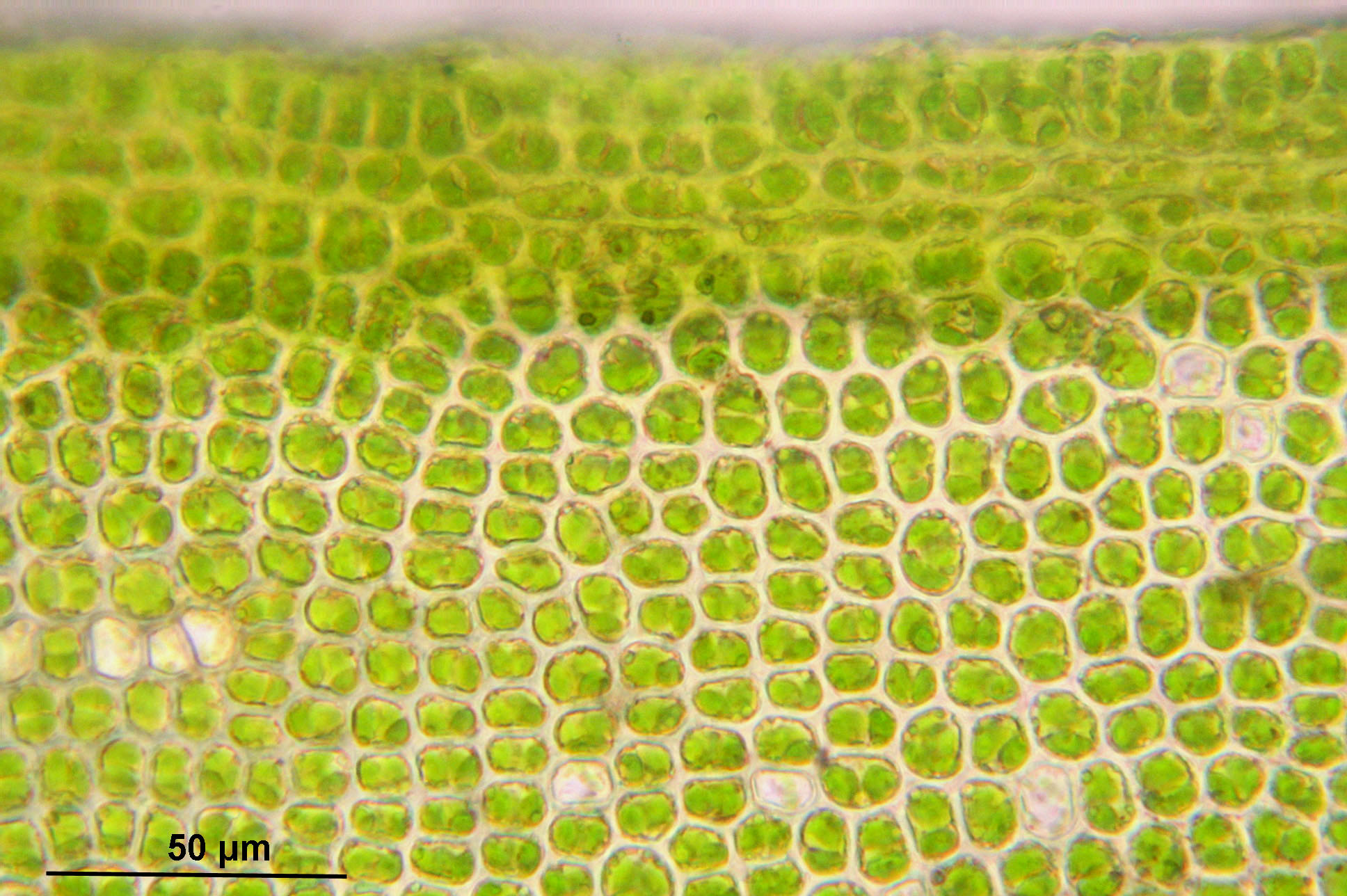
Bladrand